# Condado de Macon (Carolina del Norte)
El condado de Macon (en inglés, Macon County) es un condado del estado de Carolina del Norte, Estados Unidos. Tiene una población estimada, a mediados de 2021, de 37 564 habitantes.
La sede del condado es Franklin.

## Historia
El condado fue formado en 1828 de la parte occidental del condado de Haywood. Su nombre es en homenaje a Nathaniel Macon, que representó a Carolina del Norte en la Cámara de Representantes de Estados Unidos de 1791 a 1815.
En 1839 la parte occidental del condado de Macon se convirtió en el condado de Cherokee.
En 1851 partes de los condados de Macon y Haywood pasaron a conformar el nuevo condado de Jackson.

## Geografía
Según la Oficina del Censo, el condado tiene un área total de 1346 km², de la cual 1335 km² son tierra y 11 km² son agua.

### Subdivisiones territoriales (townships)
El estado de Carolina del Norte no utiliza la herramienta de los townships como Gobiernos municipales. Está subdividido en once townships exclusivamente a efectos estadísticos y geográficos: Burningtown, Cartoogechaye, Cowee, Ellijay, Flats, Franklin, Highlands, Millshoal, Nantahala, Smithbridge y Sugarfork.

### Condados adyacentes
- Condado de Swain – norte
- Condado de Jackson – este
- Condado de Oconee, Carolina del Sur – sureste
- Condado de Rabun, Georgia – sur
- Condado de Clay – suroeste
- Condado de Cherokee – oeste
- Condado de Graham – noroeste

## Demografía

### Censo de 2020
Según el censo de 2020, en ese momento había 37 014 personas residiendo en el condado. La densidad de población era de 27.7 hab./km².
| Raza                   | Núm.   | Porc.  |
| ---------------------- | ------ | ------ |
| Blancos                | 32 099 | 86.72% |
| Afroamericanos         | 257    | 0.69%  |
| Amerindios             | 279    | 0.75%  |
| Asiáticos              | 265    | 0.72%  |
| Isleños del Pacífico   | 8      | 0.02%  |
| Otras razas            | 1770   | 4.78%  |
| De una mezcla de razas | 2336   | 6.31%  |

Del total de la población, el 9.45% eran hispanos o latinos de cualquier raza.

### Censo de 2000
En el 2000, los ingresos promedio de los hogares del condado eran de $32 139 y los ingresos promedio de las familias eran de $37 381. Los ingresos per cápita eran de $18 642. Los hombres tenían ingresos medios por $28 113 frente a los $20 081 que percibían las mujeres. Alrededor del 12.60% de la población estaba bajo el umbral de pobreza nacional.

## Principales localidades
- Franklin
- Highlands